# Eusuchia
Eusuchia är den enda kvarlevande underordningen i ordningen krokodildjur vars enda kvarlevande familjer i sin tur är gavialer, alligatorer och kajmaner och krokodiler. De andra familjerna är utdöda. Eusuchia uppkom under den äldre krit-perioden. 